# Salix humboldtiana
Salix humboldtiana, cuyos nombres comunes son: sauce criollo, sauce colorado, sauce amargo, sauce chileno, treique, cheique, reique, y huayao (del quechua wayaw), es una especie del género Salix nativa de América, desde México hasta el norte de la provincia  argentina de Santa Cruz.

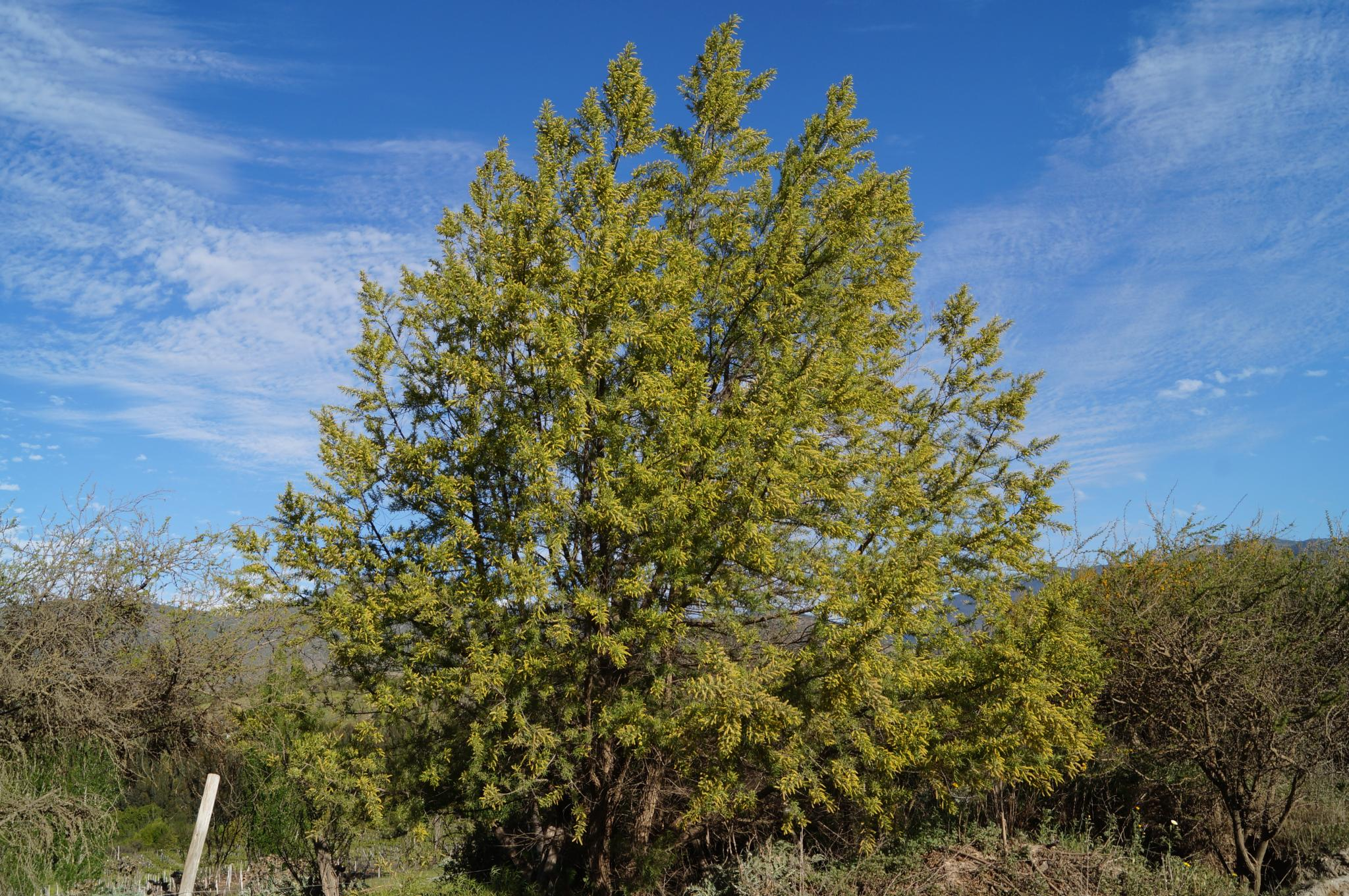
Vista del árbol

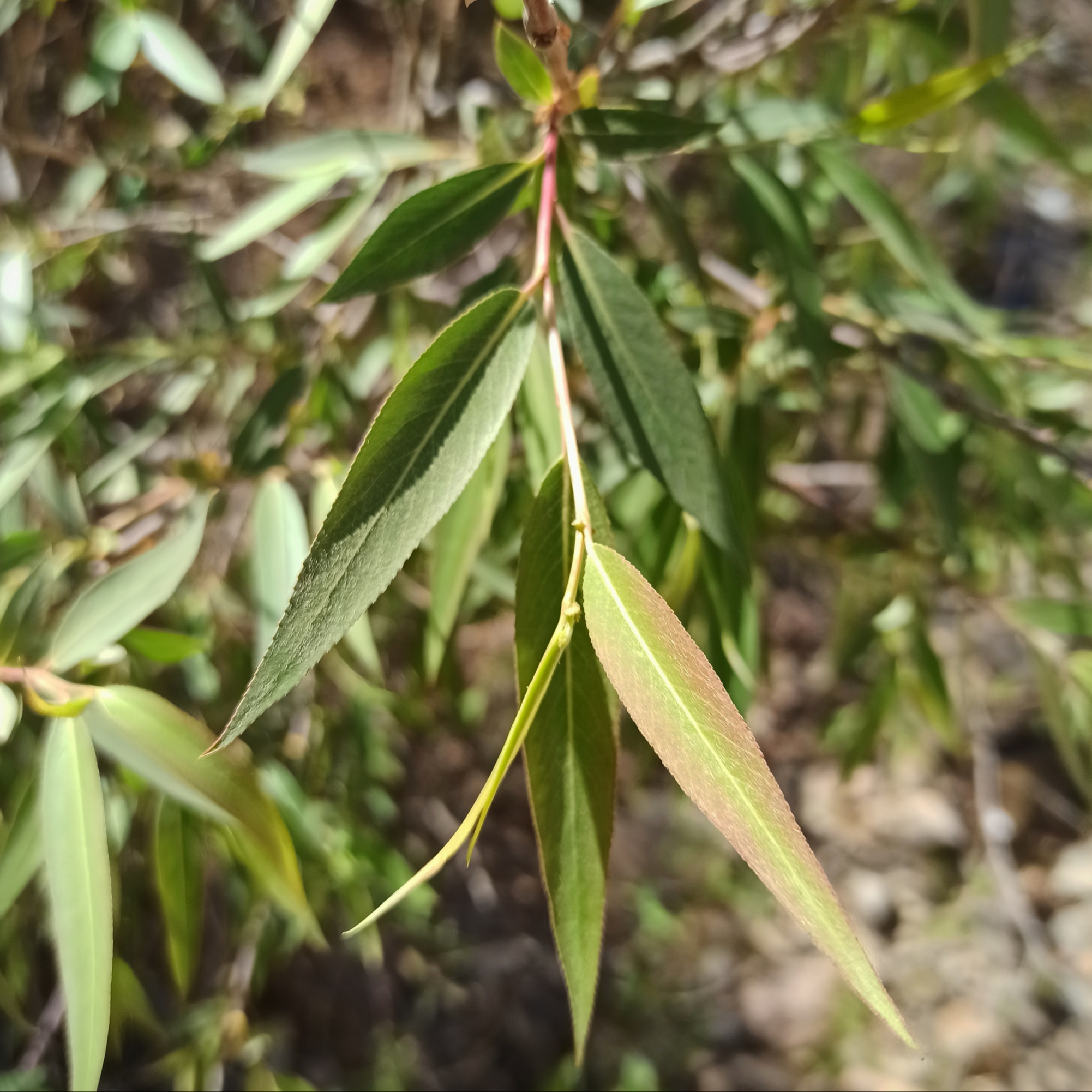
Hojas

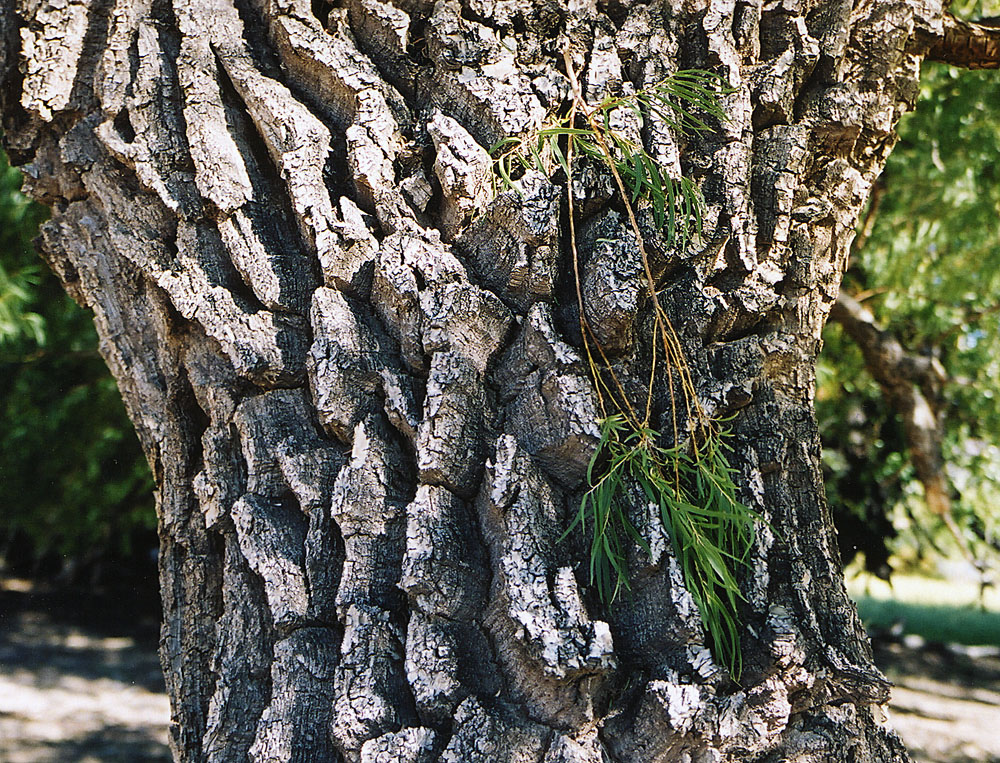
Tronco

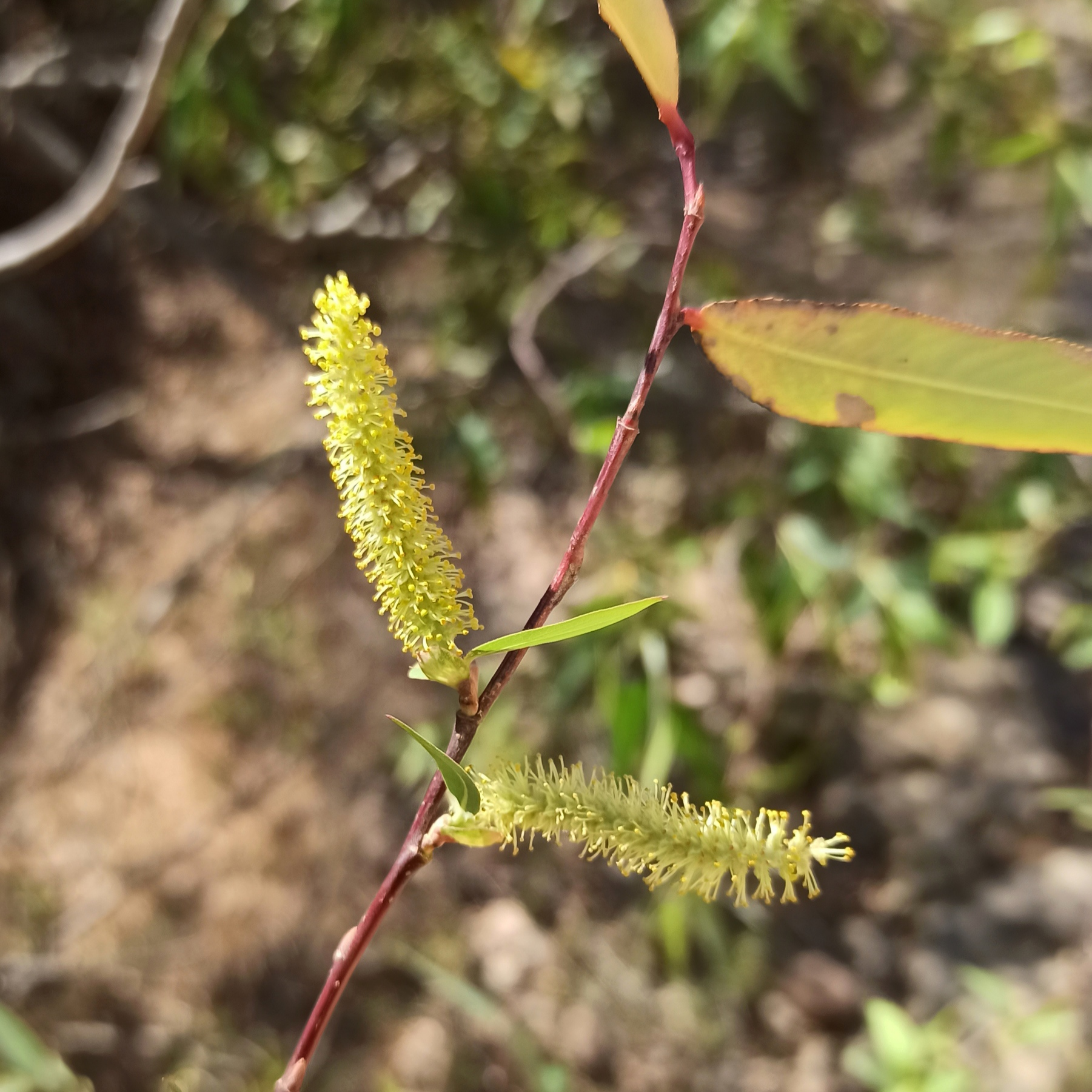
Inflorescencia

## Descripción
Es un árbol caducifolio dioico, alcanzando hasta 25 metros de altura. Su follaje caduco es verde claro, con ramillas colgantes. Las hojas son simples, alternas, linearlanceoladas,  aserradas, glabras, de ápice agudo, base cuneada de 6 a 12 cm de largo. Sus flores aperiantadas, están en amentos; masculinos de 7 cm de largo, amarillentos; femeninos verdes, de 3 a 4 cm de largo; florece en primavera. Su fruto es una cápsula marrón claro, con muchas semillas algodonosas en su interior.

## Distribución y hábitat
Muy rústico, prospera en los bordes de ríos y arroyos.
Crece en América, desde México por el norte hasta la Patagonia por el sur.
En la totalidad de la zona pampeana de Uruguay y Argentina está presente en las zonas húmedas, cerca de ríos y arroyos
En Chile es frecuente en orillas de ríos, esteros y canales, en general, en terrenos húmedos desde Copiapó a Concepción. Se encuentra desde el nivel del mar hasta los 2800 m s. n. m., principalmente en la cordillera de la Costa y el valle Central. Florece entre los meses de septiembre a noviembre.

## Usos
La madera blanda y liviana, se utiliza para fabricar envases no retornables, como cajones frutales.

## Taxonomía
Salix humboldtiana fue descrita por Carl Ludwig Willdenow y publicado en Species Plantarum. Editio quarta 4(2): 657. 1806.
Etimología
Salix: nombre genérico latino para el sauce, sus ramas y madera.
humboldtiana: epíteto otorgado en honor del botánico Alexander von Humboldt.
Variedades aceptadas
- Salix humboldtiana var. stipulacea (M. Martens & Galeotti) C.K. Schneid.

Sinonimia
- Salix chilensis  Molina[4]
- Salix martiana Leyb.